# Women’s Prize for Fiction
Women’s Prize for Fiction (w latach 1996–2012: Orange Prize, w latach 2014–2017: Baileys Women’s Prize for Fiction) – jedna z najbardziej prestiżowych brytyjskich nagród literackich przyznawana corocznie za powieść anglojęzyczną z ostatniego roku, opublikowaną przez kobietę bez względu na jej obywatelstwo.

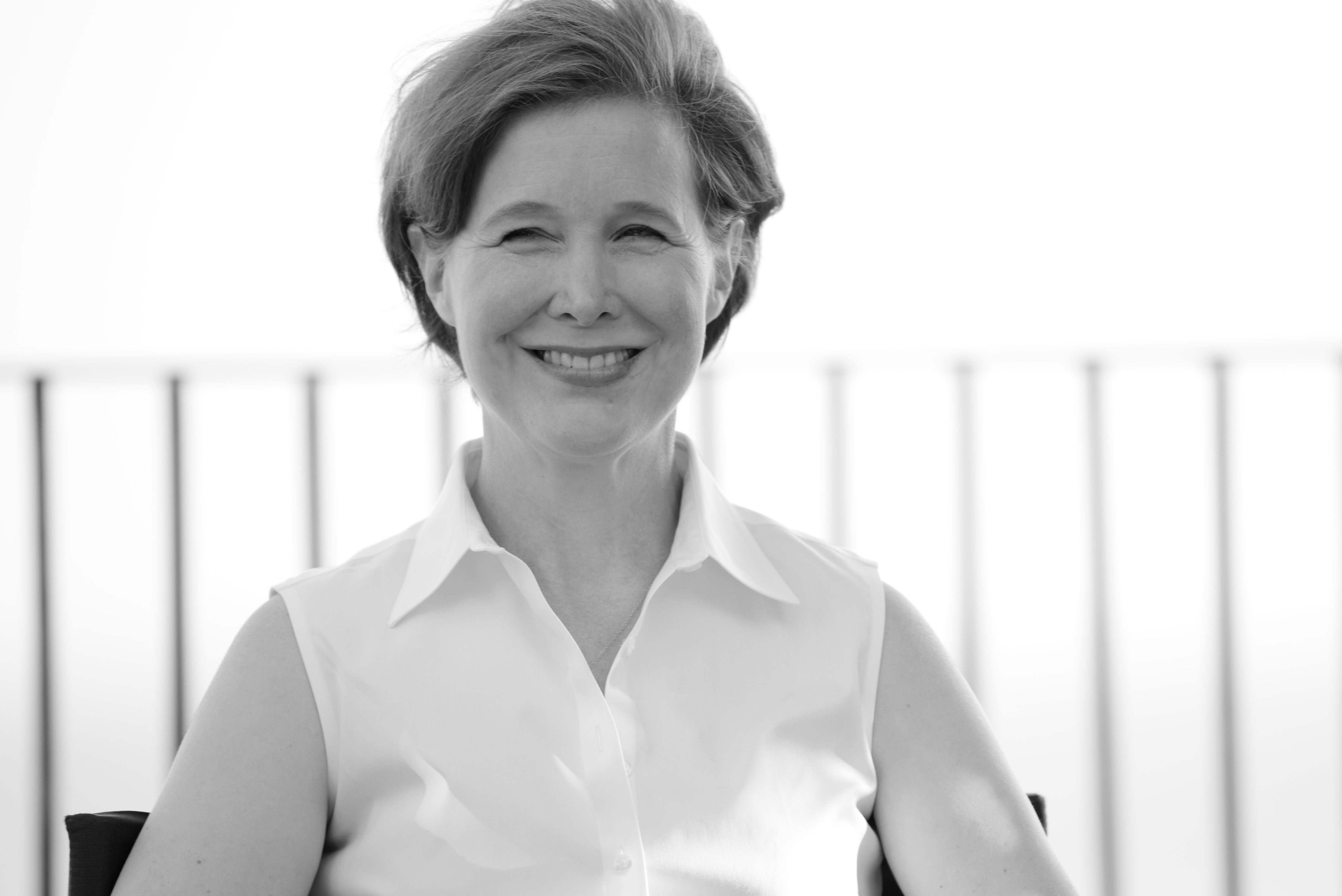
Ann Patchett, laureatka z 2002 roku

Inspiracją do powstania nagrody był brak kobiet wśród nominowanych do The Man Booker Prize for Fiction w 1992, co nie odzwierciedlało realiów rynku wydawniczego: więcej publikacji autorstwa kobiet niż mężczyzn. Zwyciężczyni otrzymuje w nagrodę czek na 30 000 £ oraz, wykonaną przez artystkę Grizel Nivel, rzeźbę z brązu nazywaną Bessie.
W 2023 roku zarząd powierniczy Women's Prize for Fiction ogłosił powstanie analogicznej nagrody dla autorek literatury niefikcjonalnej; jej pierwsza edycja została zaplanowana na kolejny rok.

## Laureatki
- 1996: Helen Dunmore(inne języki) – A Spell of Winter
- 1997: Anne Michaels – Płomyki pamięci(inne języki) (Fugitive Pieces)
- 1998: Carol Shields – Przyjęcie u Larry'ego(inne języki) (Larry's Party)
- 1999: Suzanne Berne – A Crime in the Neighborhood
- 2000: Linda Grant – Kiedy żyłam w nowych czasach(inne języki) (When I Lived in Modern Times)
- 2001: Kate Grenville(inne języki) – The Idea of Perfection
- 2002: Ann Patchett – Belcanto(inne języki) (Bel Canto)
- 2003: Valerie Martin – Własność(inne języki) (Property)
- 2004: Andrea Levy – Wysepka(inne języki) (Small Island)
- 2005: Lionel Shriver(inne języki) – We Need to Talk About Kevin
- 2006: Zadie Smith – O pięknie (On Beauty)
- 2007: Chimamanda Ngozi Adichie – Połówka żółtego słońca(inne języki) (Half of a Yellow Sun)
- 2008: Rose Tremain – Droga do domu(inne języki) (The Road Home)
- 2009: Marilynne Robinson – Home
- 2010: Barbara Kingsolver – The Lacuna
- 2011: Téa Obreht – Żona tygrysa(inne języki) (The Tiger's Wife)
- 2012: Madeline Miller – Pieśń o Achillesie (The Song of Achilles)
- 2013: A.M. Homes(inne języki) – Niech będzie nam wybaczone(inne języki) (May We Be Forgiven)
- 2014: Eimear McBride – A Girl is a Half-formed Thing
- 2015: Ali Smith – How to be both
- 2016: Lisa McInerney –  Herezje chwalebne (The Glorious Heresies)
- 2017: Naomi Alderman – Siła(inne języki) (The Power)
- 2018: Kamila Shamsie – Home Fire
- 2019: Tayari Jones – Nasze małżeństwo(inne języki) (An American Marriage)[4]
- 2020: Maggie O’Farrell – Hamnet[5]
- 2021: Susanna Clarke – Piranesi[6]
- 2022: Ruth Ozeki(inne języki) – The Book of Form and Emptiness[7]
- 2023: Barbara Kingsolver – Demon Copperhead[8]
- 2024: V. V. Ganeshananthan – Brotherless Night[9]
- 2025: Yael van der Wouden – The Safekeep[10]